# Ferrocarril en Australia
El transporte ferroviario en Australia es un componente del sistema de transporte australiano. En gran medida, está basado en los estados. A fecha de 2018, la red ferroviaria australiana consta de un total de 32 606 kilómetros de vías construidas con tres anchos de vía principales: 18 007 kilómetros de ancho internacional (1435 mm), 11 914 km kilómetros de líneas de ancho del Cabo (1067 mm) y 2 685 kilómetros de ancho irlandés (1600 mm). Además, unos 1 400 kilómetros de líneas de ancho de vía de 610 mm dan soporte a la industria de la caña de azúcar.
Salvo un pequeño número de ferrocarriles privados, la mayor parte de la infraestructura de la red ferroviaria australiana es de propiedad gubernamental, ya sea a nivel federal o estatal. El gobierno federal australiano participa en la elaboración de las políticas nacionales y financia los proyectos nacionales.

Empleo total en el transporte ferroviario en Australia (miles de personas) desde 1984.

## Asuntos nacionales

### Ancho de vía uniforme

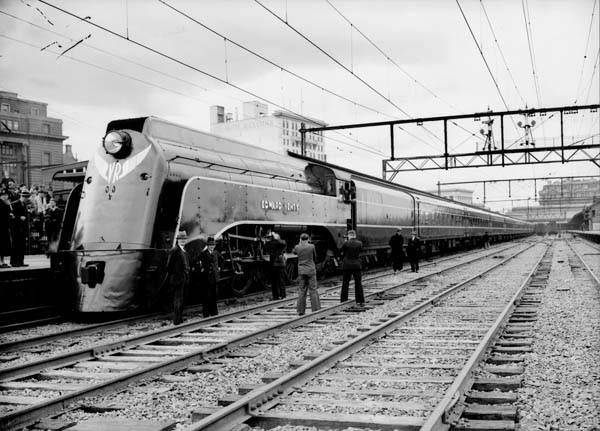
Presentación a la prensa del Spirit of Progress con la locomotora S302 Edward Henty, en la estación de Spencer Street antes del recorrido de demostración a Geelong, en 1937.

En los primeros años del desarrollo de las redes ferroviarias en las colonias, se pensó muy poco en los intereses de toda Australia. La cuestión más obvia que se planteó fue la determinación del ancho de vía. A pesar del consejo de Londres de adoptar un ancho de vía uniforme, en caso de que las líneas de las distintas colonias se encontraran alguna vez, se adoptaron anchos de vía en las distintas colonias, y de hecho dentro de las colonias, sin referencia a los de las otras. Esto ha causado problemas desde entonces.
Los intentos de solucionar el problema del gálibo no están completados. Por ejemplo, la línea de Mount Gambier está aislada por su gálibo y no tiene ningún valor operativo.

### Electrificación
Con la electrificación de las redes suburbanas, que comenzó en 1919, no se adoptó una norma de tracción eléctrica consistente. La electrificación comenzó en Melbourne en 1919 con 1500 V DC. Las líneas de Sídney se electrificaron a partir de 1926 con 1500 V DC, las de Brisbane a partir de 1979 con 25 kV AC y las de Perth a partir de 1992 con 25 kV AC. También ha habido una amplia electrificación no urbana en Queensland utilizando 25 kV AC, principalmente durante la década de 1980 para las rutas del carbón. Desde 2014, las líneas de Adelaida se están electrificando gradualmente a 25 kV CA. La tensión de 25 kV CA se ha convertido en la norma internacional.

## Historia
Los primeros ferrocarriles de Australia fueron construidos por empresas privadas, con sede en las entonces colonias de Nueva Gales del Sur, Victoria y Australia del Sur.
El primer ferrocarril fue de propiedad privada y fue explotado por la Australian Agricultural Company en Newcastle en 1831, un carril de hierro fundido con forma de pata de pescado sobre un plano inclinado como ferrocarril gravitacional que daba servicio a la mina de carbón A Pit. La primera línea impulsada por vapor se inauguró en Victoria en 1854. La línea de Flinders Street a Sandridge (actual Puerto Melbourne), de 4 km de longitud, fue inaugurada por la Hobsons Bay Railway Company en plena fiebre del oro de Victoria.
En estos primeros años se pensó muy poco en los intereses de toda Australia a la hora de desarrollar las redes coloniales. La cuestión más evidente que se planteó fue la determinación de un ancho de vía uniforme para el continente. A pesar de los consejos de Londres de adoptar un gálibo uniforme, en caso de que las líneas de las distintas colonias se encontraran alguna vez, se adoptaron gálibos en las distintas colonias, e incluso dentro de las mismas, sin referencia a los de las otras. Este ejemplo ha causado problemas desde entonces a nivel nacional.
En la década de 1890 se debatió la creación de una Federación Australiana de las seis colonias. Uno de los puntos de discusión fue la medida en que los ferrocarriles serían una responsabilidad federal. La votación para que así fuera se perdió por un estrecho margen, y en su lugar la nueva constitución permite "la adquisición, con el consentimiento de un Estado, de cualquier ferrocarril del Estado en condiciones acordadas entre la Commonwealth y el Estado" (Sección 51 xxxiii) y "la construcción y ampliación de ferrocarriles en cualquier Estado con el consentimiento de este" (Sección 51 xxxiv). Sin embargo, el Gobierno australiano es libre de proporcionar financiación a los Estados para proyectos de mejora de los ferrocarriles en virtud del artículo 96 ("el Parlamento puede conceder ayuda financiera a cualquier Estado en los términos y condiciones que el Parlamento considere oportunos").
La electrificación suburbana comenzó en Melbourne en 1919 (1500 V DC). Las líneas de Sídney se electrificaron a partir de 1926 (1500 V DC), las de Brisbane a partir de 1979 (25 kV AC) y las de Perth a partir de 1992 (25 kV AC). La electrificación de las líneas principales se llevó a cabo por primera vez en Victoria en 1954, seguida de cerca por Nueva Gales del Sur, que siguió ampliando su red. Estas redes han entrado en declive, en contraste con Queensland, donde se introdujeron equipos de 25 kV AC a partir de los años 80 para el tráfico de carbón.
Las locomotoras diésel se introdujeron en los ferrocarriles australianos desde principios de la década de 1950. La mayoría de las unidades eran de diseño y construcción local, utilizando tecnología y equipos de potencia británicos o estadounidenses importados. Las tres principales empresas eran Clyde Engineering, asociada con GM-EMD, Goninan, con General Electric, y AE Goodwin (más tarde Comeng), con la American Locomotive Company (ALCO). La principal empresa británica era English Electric, y la suiza Sulzer también suministraba algunos equipos. Esto continúa hoy en día, con Downer Rail y UGL Rail, las encarnaciones modernas de Clyde y Goninan respectivamente.

### Hitos
Nota: El ancho estrecho de abajo es de 1.067 mm, el ancho estándar de abajo es de 1.435 mm y el ancho de vía ancho de abajo es de 1.600 mm.
- 1831 - Nueva Gales del Sur - Carril de hierro fundido de la Compañía Agrícola Australiana sobre un plano inclinado como ferrocarril gravitacional que da servicio a la mina de carbón A Pit.
- 1837 - Nueva Gales del Sur - Carril de hierro fundido de la Compañía Agrícola Australiana sobre un plano inclinado como ferrocarril gravitacional que da servicio a la mina de carbón B Pit.
- 1842 - Nueva Gales del Sur - Carril de hierro fundido de la Compañía Agrícola Australiana sobre un plano inclinado como ferrocarril gravitacional que da servicio a la mina de carbón C Pit.
- 1854 - Australia Meridional - (línea tirada por caballos) Goolwa a Port Elliot.
- 1854 - Victoria - Primer ferrocarril a vapor de Melbourne a Sandridge (Puerto Melbourne).
- 1855 - Nueva Gales del Sur: se inaugura el ferrocarril de vapor de ancho estándar de Sídney a Parramatta.
- 1856 - Australia Meridional: se inaugura el ferrocarril de vía ancha de Adelaida a Port Adelaide.
- 1865 - Queensland - se inaugura el ferrocarril de vía estrecha de Ipswich a Bigges Camp (rebautizado como Grandchester en honor a la ocasión) camino de Toowoomba, primera línea principal de vía estrecha del mundo.[6]
- 1871 - Tasmania - El ferrocarril de Deloraine a Launceston se inauguró como vía ancha, y se convirtió en vía estrecha en 1888.
- 1879 - Australia Occidental - se inaugura el ferrocarril de vía estrecha de Geraldton a Northampton.
- 1883 - Los ferrocarriles de Nueva Gales del Sur y Victoria se reúnen en Albury.
- 1887 - Los ferrocarriles de Victoria y Australia del Sur se reúnen en Serviceton.
- 1888 - Los ferrocarriles de Nueva Gales del Sur y Queensland se reúnen en Wallangara.
- 1889 - Se inaugura el primer ferrocarril de Australia Occidental, el Great Southern Railway, de vía estrecha, que va de Beverley a Albany y une Perth con el único puerto de aguas profundas de la colonia.
- 1889 - Territorio del Norte: se inaugura el ferrocarril de vía estrecha entre Darwin y Pine Creek.
- 1891 - Australia Occidental - se abren los primeros tramos del ferrocarril Midland de vía estrecha, financiado con fondos privados y completado desde Midland Junction hasta Walkaway en 1894.
- 1915 - Inauguración del ferrocarril de ancho estándar de Canberra a Queanbeyan.
- 1917 - Se completa el ferrocarril transaustraliano de ancho estándar entre Kalgoorlie y Port Augusta.
- 1919 - Los ferrocarriles de Nueva Gales del Sur y Australia del Sur se unen en Broken Hill con ruptura de gálibo.
- 1919 - Los primeros trenes eléctricos de cercanías circulan por Melbourne.
- 1924 - Se inaugura el último tramo de la línea de la Costa Norte, que une Cairns con el resto del sistema ferroviario australiano.
- 1925 - Se crea el Gran Tren Blanco para promover la industria y las excursiones en Nueva Gales del Sur.
- 1930 - Se completa el ferrocarril Sídney-Brisbane de ancho estándar con trenes que cruzan el río Clarence en un transbordador hasta la apertura de un puente en Grafton en 1932.
- 1937 - El ferrocarril transaustraliano se extiende hasta Port Pirie Junction y el ferrocarril de vía ancha de Adelaida a Redhill se extiende hasta Port Pirie Ellen Street.
- 1954 - primera electrificación de la línea principal, de Dandenong a Traralgon en Victoria.
- 1962 - Inauguración del ferrocarril de ancho estándar de Albury a Melbourne, completando la línea ferroviaria Sídney-Melbourne.
- 1966 - Se inaugura el primer ferrocarril privado de ancho estándar de Australia Occidental: el ferrocarril de Goldsworthy transportaba mineral de hierro durante 112 km desde la mina de Mount Goldsworthy hasta Port Hedland.[7]
- 1968 - Inauguración del ferrocarril de ancho estándar de Kalgoorlie a Perth.
- 1969 - Inauguración del ferrocarril de ancho estándar de Broken Hill a Port Pirie, completando la línea ferroviaria Sídney-Perth.
- 1980 - Inauguración del ferrocarril de ancho estándar de Tarcoola a Alice Springs.
- 1982 - Se inaugura el ferrocarril de ancho estándar de Adelaida a Crystal Brook.
- 1989 - Electrificación del último tramo de la línea Brisbane-Rockhampton, completando una red electrificada de unos 2.100 km.
- 1995 - Finalización del ferrocarril de ancho estándar Melbourne-Adelaida.
- 2004 - Finalización del ferrocarril de ancho estándar Adelaida-Darwin.

## Financiación gubernamental

Valor total de la construcción de ingeniería ferroviaria en el sector privado y público (miles de dólares australianos, mensualmente).

Mientras que los gobiernos federales australianos han aportado importantes fondos para la mejora de las carreteras, desde la década de 1920 no han financiado regularmente las inversiones en ferrocarriles, salvo en el caso de su propio ferrocarril, los Ferrocarriles de la Commonwealth, posteriormente Comisión Nacional de Ferrocarriles de Australia, que fue privatizada en 1997. Han considerado que la financiación de los ferrocarriles propiedad de los gobiernos estatales es responsabilidad de estos.
No obstante, los gobiernos australianos han concedido préstamos a los Estados para proyectos de normalización de ancho de vía desde los años 20 hasta los 70. Desde la década de 1970 hasta 1996, el Gobierno australiano ha concedido algunas subvenciones a los Estados para proyectos ferroviarios, en particular el programa "One Nation" del Gobierno Keating, anunciado en 1992, que destacó por la normalización de la línea de Adelaida a Melbourne en 1995. También se destinaron importantes fondos públicos a la línea ferroviaria entre Alice Springs y Darwin, inaugurada en 2004. En la actualidad, se ha puesto a disposición de los ferrocarriles de mercancías una importante financiación a través de la Australian Rail Track Corporation y del programa de financiación del transporte terrestre AusLink.

### Australian Rail Track Corporation
La Australian Rail Track Corporation (ARTC) es una corporación propiedad del gobierno federal creada en 1997 que posee, arrienda, mantiene y controla la mayoría de las líneas ferroviarias principales de ancho estándar en el territorio continental de Australia, conocidas como Designated Interstate Rail Network (DIRN).
En 2003, los gobiernos de Australia y Nueva Gales del Sur acordaron que ARTC arrendaría las redes interestatales de Nueva Gales del Sur y Hunter Valley durante 60 años. Como parte de este acuerdo, ARTC aceptó un programa de inversión de 872 millones de dólares en la red ferroviaria interestatal. Las fuentes de financiación de la inversión incluían una inyección de capital del Gobierno australiano en ARTC de 143 millones de dólares y una contribución de financiación de casi 62 millones de dólares por parte del Gobierno de Nueva Gales del Sur.

### AusLink
En el marco del programa AusLink, introducido en julio de 2004, el Gobierno australiano ha introducido la posibilidad de que el ferrocarril acceda a los fondos en condiciones similares a las de las carreteras. AusLink estableció una red nacional definida (que sustituye al antiguo sistema nacional de carreteras) de importantes enlaces de infraestructuras de carretera y ferrocarril y sus conexiones intermodales.
Se ha anunciado la financiación de la mejora de la señalización de numerosas líneas ferroviarias, la conversión del ancho de vía de las líneas existentes en ancho victoriano al ancho estándar, nuevos enlaces ferroviarios con los recintos intermodales de mercancías y la ampliación de los bucles de cruce existentes para permitir la circulación de trenes más largos.
La financiación se centra en la Red Nacional, que incluye los siguientes corredores ferroviarios, que conectan en uno o ambos extremos con las capitales de los Estados:
- Ferrocarril Sídney-Melbourne
- Ferrocarril Sídney-Brisbane
- De Sídney a Adelaida, pasando por el ferrocarril Sídney-Melbourne hasta Cootamundra y luego la línea Cootamundra-Parkes, la línea Parkes-Crystal Brook y el ferrocarril Adelaida-Darwin.
- Ferrocarril Melbourne-Adelaida
- Ferrocarril de Adelaida a Perth - Sídney-Perth
- Ferrocarril Adelaida-Darwin
- Brisbane a Townsville: la línea ferroviaria de la Costa Norte de Queensland
- De Townsville a Mount Isa
- De Hobart a Burnie, incluido el enlace con Bell Bay, Tasmania
- De Melbourne a Mildura vía Geelong
- De Sídney a Dubbo
- Algunos enlaces urbanos en Sídney, Melbourne, Brisbane, Perth y Adelaida, que conectan los enlaces de larga distancia entre sí y con los puertos y aeropuertos.
- Enlaces ferroviarios de la región de Hunter entre Dubbo y Newcastle a través de las líneas Dubbo-Merrygoen, Merrygoen-Binnaway, Binnaway-Werris Creek y Werris Creek-Puerto de Newcastle y las líneas Merrygoen-Gulgong, Merrygoen-Sandy Hollow y Sandy Hollow-Muswellbrook.

### Infrastructure Australia
Tras las elecciones federales de 2007, se creó el organismo gubernamental Infrastructure Australia para supervisar todas las infraestructuras ferroviarias, de carreteras, aeroportuarias y de otro tipo a nivel nacional.

## Infraestructura ferroviaria

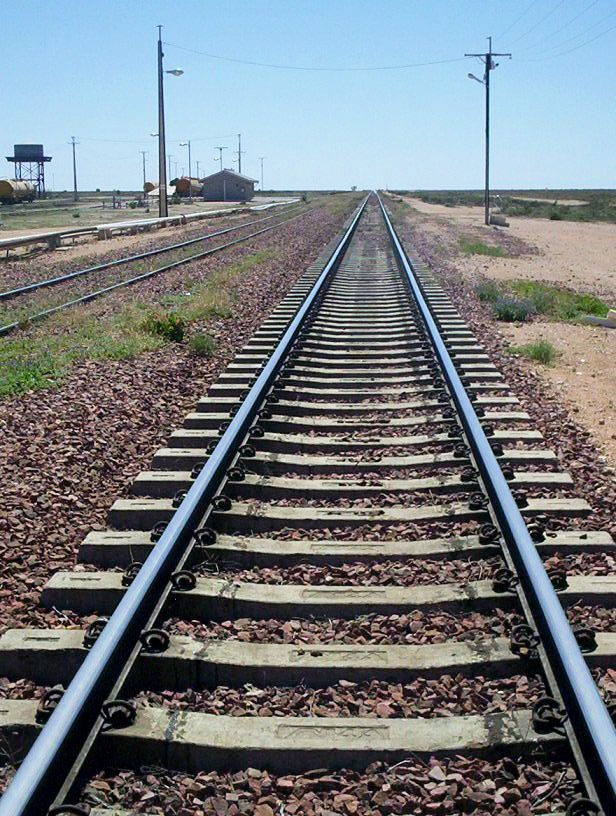
Vista del Ferrocarril Transaustraliano.

La construcción y el mantenimiento de las infraestructuras de la red están consolidados en organismos gubernamentales sin ánimo de lucro y privados contratados: en el caso de la red interestatal y de varios ferrocarriles no urbanos de Nueva Gales del Sur, Victoria y Australia Occidental, la Australian Rail Track Corporation (ARTC), propiedad del Gobierno australiano; la red regional de Nueva Gales del Sur, John Holland Rail; y las infraestructuras ferroviarias de la mitad sur de Australia Occidental, Arc Infrastructure.
ARTC "tiene una relación de trabajo con Queensland Rail sobre el uso de los 127 kilómetros de línea de ancho estándar entre la frontera de Queensland y Fisherman Island. ARTC tiene la intención de iniciar conversaciones con Queensland sobre el arrendamiento de esta vía una vez que los acuerdos de NSW estén asentados". ARTC también se encarga del mantenimiento de la red del valle de Hunter en Nueva Gales del Sur.
El 1 de enero de 2012, John Holland comenzó a operar y mantener la Red Regional de Nueva Gales del Sur bajo contrato con Transport for NSW, que comprende 2.700 kilómetros de líneas ferroviarias operativas de mercancías y pasajeros.
Arc Infrastructure tiene un contrato de arrendamiento hasta 2049 sobre 5.100 kilómetros de infraestructura ferroviaria en Australia Occidental, desde Geraldton en el norte, hasta Leonora y Kalgoorlie en el este, y hacia el sur hasta Esperance, Albany y Bunbury. Es responsable del mantenimiento de la red y de conceder el acceso a los operadores.
Otros ferrocarriles siguen estando integrados, aunque el acceso a sus infraestructuras se exige generalmente en virtud de los principios de la Política Nacional de Competencia acordados por los gobiernos federal, estatal y territorial:
- Queensland - Queensland Rail y Aurizon
- Tasmania - TasRail
- Líneas no interestatales de Victoria - V/Line y Metro Trains Melbourne
- Líneas no interestatales de Australia Meridional - One Rail Australia
- Línea Tarcoola-Darwin - One Rail Australia

Inland Rail es un proyecto de construcción ferroviaria que se extiende desde Melbourne a Brisbane a lo largo de una ruta al oeste de la Great Dividing Range. La construcción por etapas comenzó en 2018 y está previsto que finalice en 2025, utilizando las rutas existentes cuando sea necesario.

## Operadores

### Transporte de mercancías por ferrocarril

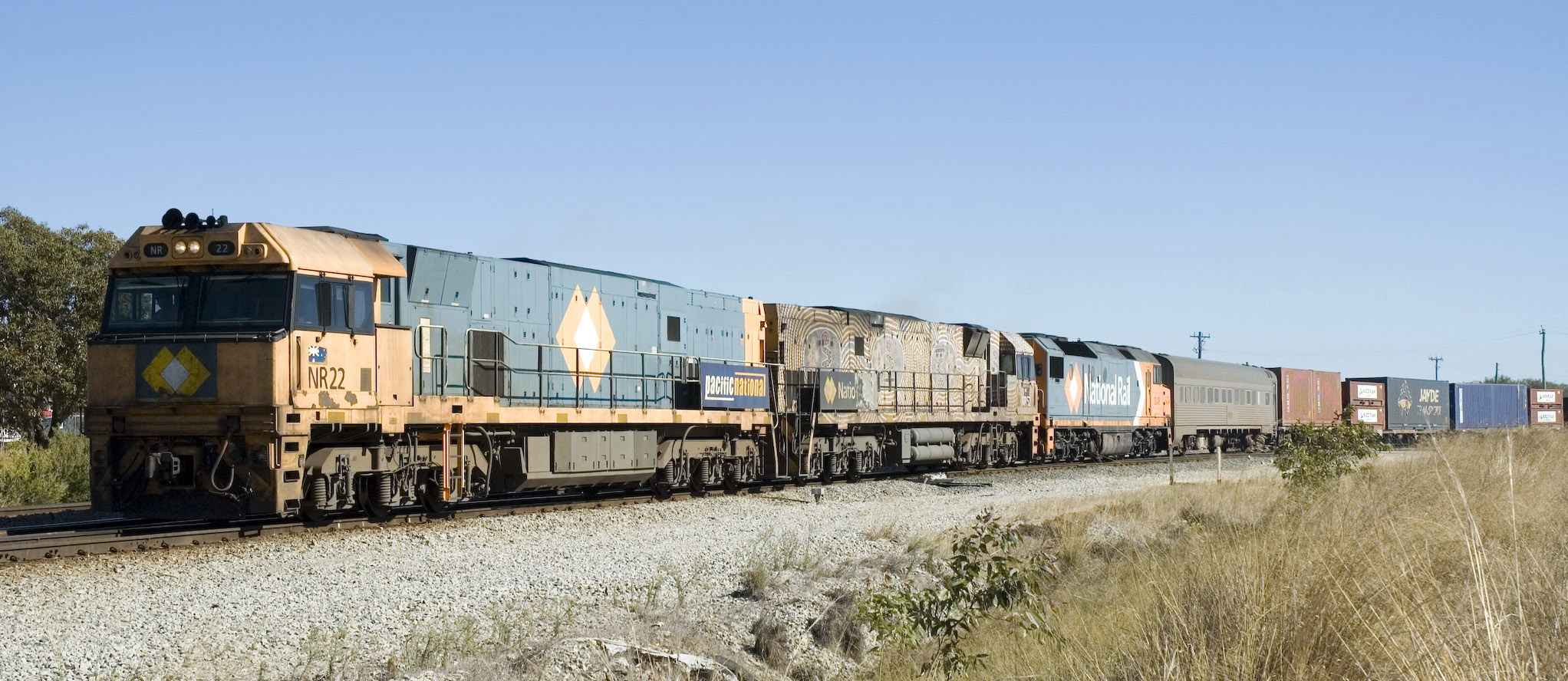
Servicio intermodal de Pacific National desde Perth en Australia Occidental.

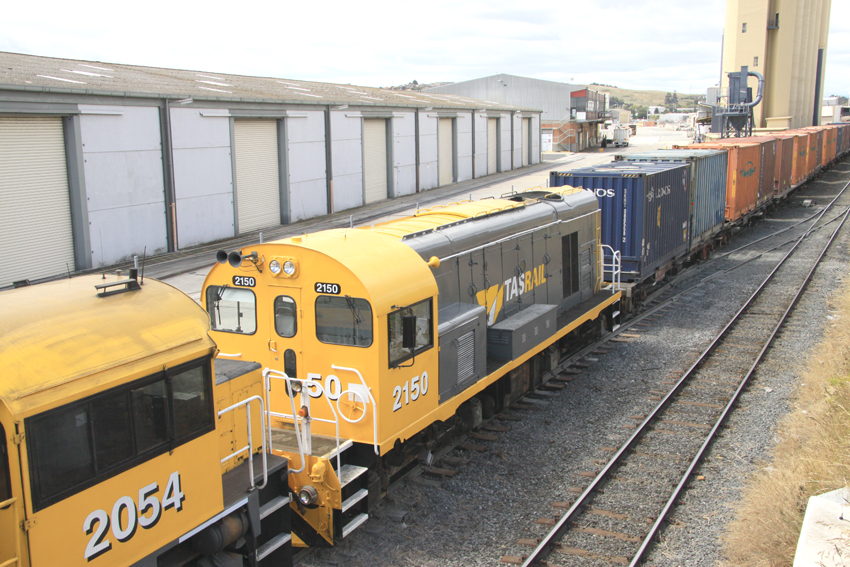
Un tren de contenedores de TasRail con el Driving Van DV2150 en Devonport, Tasmania.

Los principales operadores de mercancías en las redes ferroviarias (excluyendo los ferrocarriles mineros integrados) son:
- Aurizon
- Pacific National

Otros operadores de transporte de mercancías por ferrocarril son:
- Bowmans Rail
- One Rail Australia
- Qube Logistics
- SCT Logistics
- Southern Shorthaul Railroad
- TasRail

La concesión de licencias al personal con credenciales reconocidas a nivel nacional facilita el traslado de esos empleados de un estado o de un operador a otro, según lo exija el tráfico.

#### Movimiento total de mercancías
Incluyendo los ferrocarriles mineros, en 2015-16 se movieron 413.500 millones de toneladas/kilómetro de carga por ferrocarril. En general, el transporte de mercancías por ferrocarril en Australia está dominado por la carga a granel, principalmente mineral de hierro y carbón. En 2015-16 los ferrocarriles australianos transportaron más de 1.340 millones de toneladas de carga, el 97% de las cuales fueron movimientos a granel. La carga a granel intraestatal en Australia Occidental -principalmente los movimientos de mineral de hierro- representó el 61% de las toneladas de carga ferroviaria nacional. Los movimientos a granel en Queensland y Nueva Gales del Sur -principalmente carbón- representaron el 17% y el 14%, respectivamente.

### Transporte de pasajeros de larga distancia

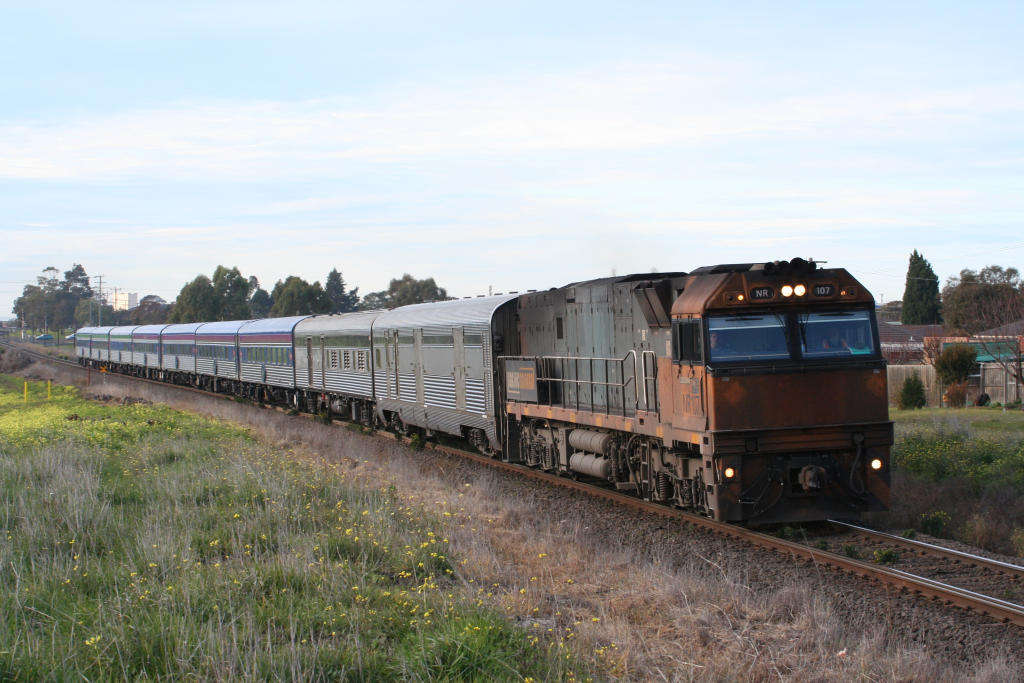
The Overland

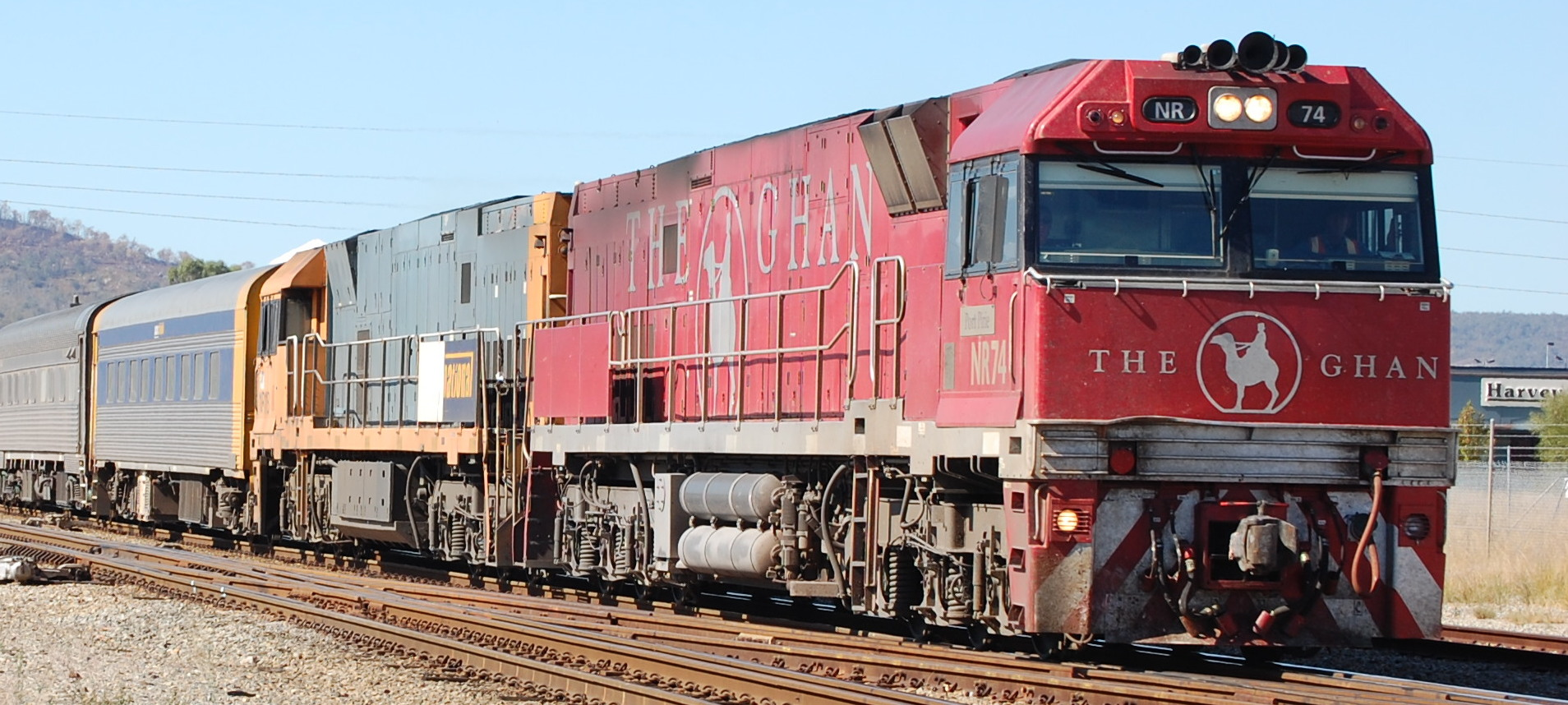
The Ghan

El ferrocarril de larga distancia y el ferrocarril regional funcionan en su mayoría por estados. Las principales compañías que prestan servicio son Journey Beyond, NSW TrainLink, Queensland Rail y V/Line.
Journey Beyond opera tres trenes de larga distancia, siendo los dos primeros servicios "experienciales" de alta gama:
- Indian Pacific (Sídney-Adelaida-Perth): 1 viaje de ida y vuelta por semana
- The Ghan (Adelaida-Alice Springs-Darwin): 1 viaje de ida y vuelta por semana
- The Overland (Melbourne-Adelaida): 2 viajes de ida y vuelta por semana

NSW TrainLink, controlada por el gobierno de Nueva Gales del Sur, opera diez rutas de pasajeros de larga distancia. Todas las rutas parten de Sídney:
- Grafton XPT: diario
- Casino XPT: diario
- Brisbane XPT: diario
- Canberra Xplorer: 3 viajes de ida y vuelta al día
- Melbourne XPT: 2 viajes de ida y vuelta al día
- Griffith Xplorer: 2 viajes de ida y vuelta al día
- Central West XPT (a Dubbo): diario
- Outback Xplorer (A Cerro Roto): 1 viaje de ida y vuelta al día
- Armidale Xplorer: diario
- Moree Xplorer: diario

V/Line, una corporación estatutaria sin ánimo de lucro propiedad del gobierno de Victoria, opera servicios regionales y de larga distancia a lo largo de la red regional de Victoria. V/Line opera ocho servicios de larga distancia desde Melbourne:
- Línea de Warrnambool: 4 viajes de ida y vuelta entre semana, 3 viajes de ida y vuelta los sábados y domingos
- Línea Ararat: 4 viajes de ida y vuelta entre semana, 3 viajes de ida y vuelta los sábados y domingos
- Línea Maryborough: 2 viajes de ida y vuelta al día
- Línea Swan Hill: 2 viajes de ida y vuelta al día
- Línea Echuca: 1 viaje de ida y vuelta entre semana, 2 viajes de ida y vuelta los sábados y domingos
- Línea Shepparton: 4 viajes de ida y vuelta entre semana, 3 viajes de ida y vuelta los sábados y domingos
- Línea Albury: 3 viajes de ida y vuelta al día
- Línea Bairnsdale: 3 viajes de ida y vuelta de lunes a sábado, 2 viajes de ida y vuelta al domingo

Queensland Rail, una entidad estatal, explota varias líneas de pasajeros bajo su filial de trenes. Seis rutas se dirigen al mercado nacional:
- Spirit of Queensland (Brisbane-Cairns express): 3 viajes de ida y vuelta por semana
- Tren eléctrico basculante (expreso Brisbane-Rockhampton): 12 viajes de ida y vuelta a la semana
- Spirit of the Outback (Brisbane-Longreach): 2 viajes de ida y vuelta por semana
- The Westlander (Brisbane-Charleville): 2 viajes de ida y vuelta por semana
- The Inlander (Townsville-Mount Isa): 2 viajes de ida y vuelta por semana

Otras tres rutas de Queensland Rail están destinadas a prestar servicios turísticos. Estos servicios se operan bajo contrato:
- El Savannahlander (Cairns-Forsayth): 1 viaje de ida y vuelta por semana
- The Gulflander (Normanton-Croydon): 1 viaje de ida y vuelta por semana
- Ferrocarril panorámico de Kuranda (Cairns-Kuranda): diario

La Autoridad de Transporte Público, una agencia gubernamental de Australia Occidental, opera varios autobuses y cuatro rutas ferroviarias de larga distancia a través de su filial Transwa. Todas las rutas parten de Perth:
- El Prospector: (Perth-Kalgoorie) 9 viajes de ida y vuelta por semana
- AvonLink: (Perth(Midland)-Northam) 1 viaje de ida y vuelta al día
- MerredinLink: (Perth-Merridin) 3 viajes de ida y vuelta a la semana
- El Australind: (Perth-Bunbury) 2 viajes de ida y vuelta al día

### Ferrocarril urbano

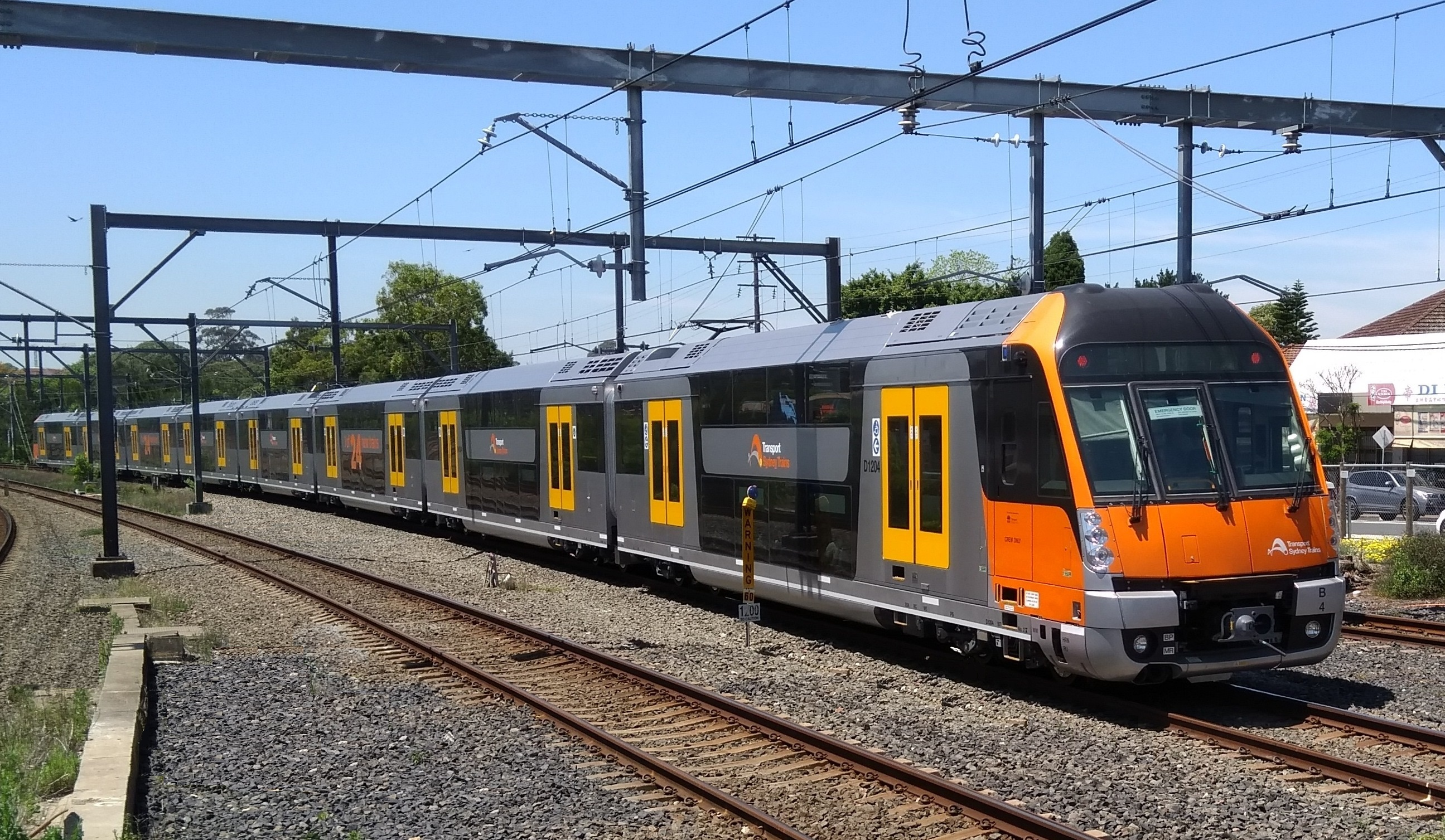
Un conjunto B de Sydney Trains saliendo de la estación de Flemington.

- Sydney Trains es el operador estatal de la red ferroviaria de cercanías de Sídney, que forma parte de la red Transport for NSW.
- Metro Trains Sydney, una entidad privada cuyo propietario mayoritario es MTR Corporation, opera la línea de tránsito rápido del metro de Sídney en nombre de Transport for NSW.
- NSW TrainLink, el homólogo interurbano de Sydney Trains, presta servicios locales de cercanías en Newcastle y Wollongong en nombre de Transport for NSW. También ofrece servicios entre los centros regionales y Sídney. Estos servicios se realizan en su mayor parte con trenes eléctricos de dos pisos, y parte del material rodante utilizado en los servicios interurbanos se comparte con Sydney Trains.
- Metro Trains Melbourne, entidad privada cuyo propietario mayoritario es MTR Corporation, explota la red ferroviaria de cercanías de Melbourne en nombre de Public Transport Victoria.
- V/Line, una organización del gobierno estatal, opera la red ferroviaria regional de Victoria, incluyendo algunos servicios dentro del área metropolitana de Melbourne, y entre Melbourne y los centros regionales en nombre de Public Transport Victoria.
- Queensland Rail, a través de su división de redes urbanas (antes Citytrain), es el operador estatal de la red ferroviaria del sureste de Queensland, que forma parte de la red TransLink.
- Transperth Trains opera las cinco líneas de la red ferroviaria de cercanías de Perth y es una división del organismo gubernamental Transperth.
- Keolis Downer explota la red ferroviaria de cercanías de Adelaida por cuenta de Adelaide Metro. Este sistema cuenta con seis líneas.

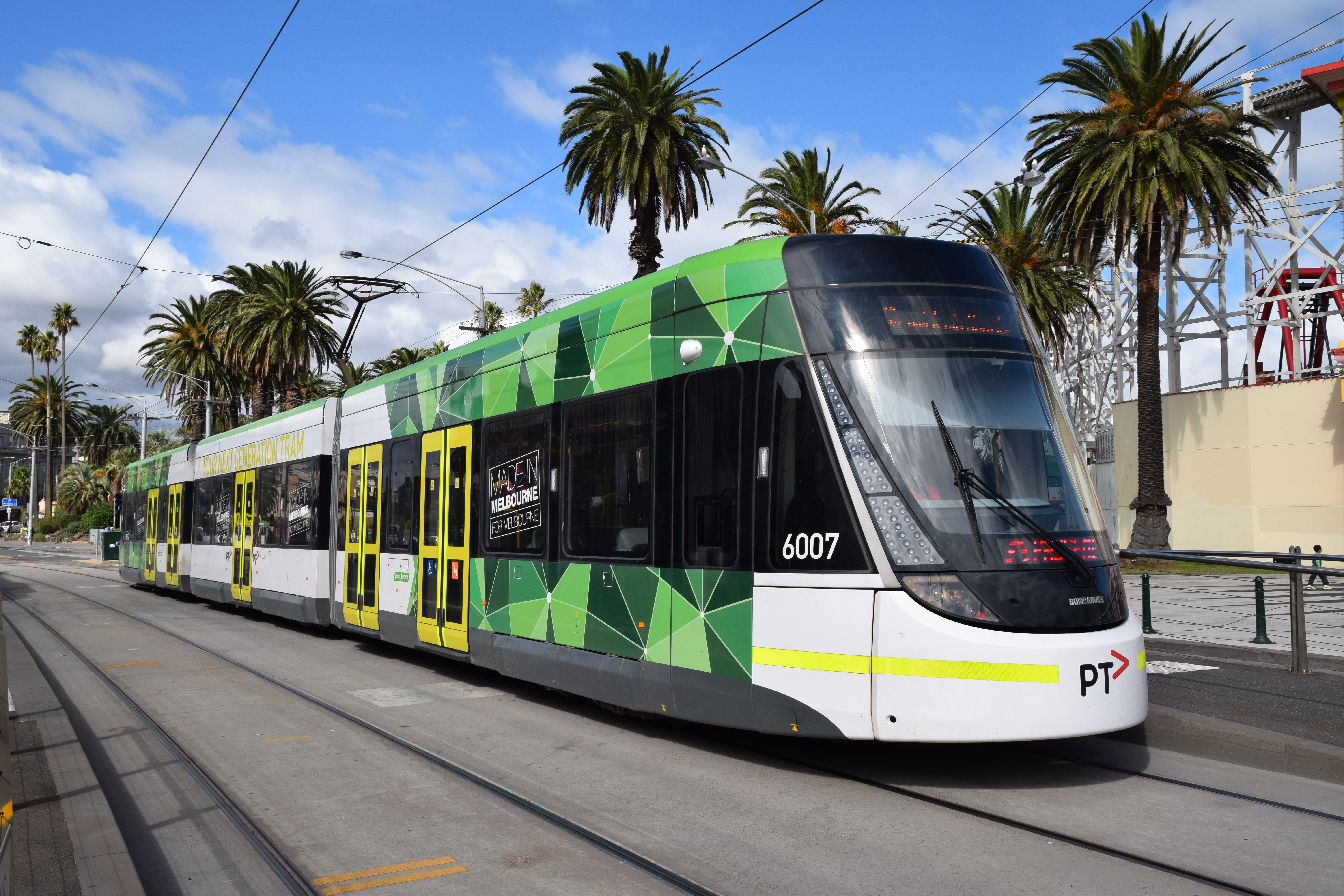
Tranvías de clase E de Melbourne operados por Yarra Trams.

### Trenes urbanos ligeros y tranvías
- Yarra Trams, filial de Keolis Downer, explota los 250 km y 29 líneas de la red de tranvías de Melbourne.
- El grupo multinacional de transportes Transdev explota la red de metro ligero de Sídney, de 24,7 km de longitud, compuesta por el metro ligero Inner West (L1) y los metros ligeros CBD y South East (L2 y L3) por encargo de Transport for NSW.
- Keolis Downer opera G:link, una línea de tren ligero de 20 km en la Costa Dorada. La línea forma parte de la red TransLink.
- Torrens Connect opera la línea de tranvía de Glenelg en Adelaida. La línea forma parte de la red de metro de Adelaida.
- Canberra Metro Operations, una empresa privada conjunta de John Holland y Pacific Partnerships, explota la línea de tren ligero de Canberra. Esta línea forma parte de la red de Transport Canberra.
- Keolis Downer, con la marca local Newcastle Transport, operada en nombre de Transport for NSW, explota la línea de tren ligero de Newcastle.

### Ferrocarriles turísticos e históricos
En Australia hay muchos ferrocarriles y tranvías históricos, a menudo gestionados por organizaciones comunitarias y sociedades de conservación. También hay algunos servicios de pasajeros operados de forma privada, como:
- El Skitube Alpine Railway es un ferrocarril privado en los campos de nieve de Nueva Gales del Sur. Propiedad de la estación de esquí de Perisher, conecta la entrada principal de este destino turístico con zonas de esquí inaccesibles por carretera. La línea funciona principalmente bajo tierra.
- El servicio de tren de Byron Bay funciona como una lanzadera entre la estación de Byron Bay, en el municipio de Byron Bay, y la estación de North Beach. El servicio de gestión privada funciona en un tramo de 3 km de la línea Murwillimbah en desuso.

## Ferrocarriles privados

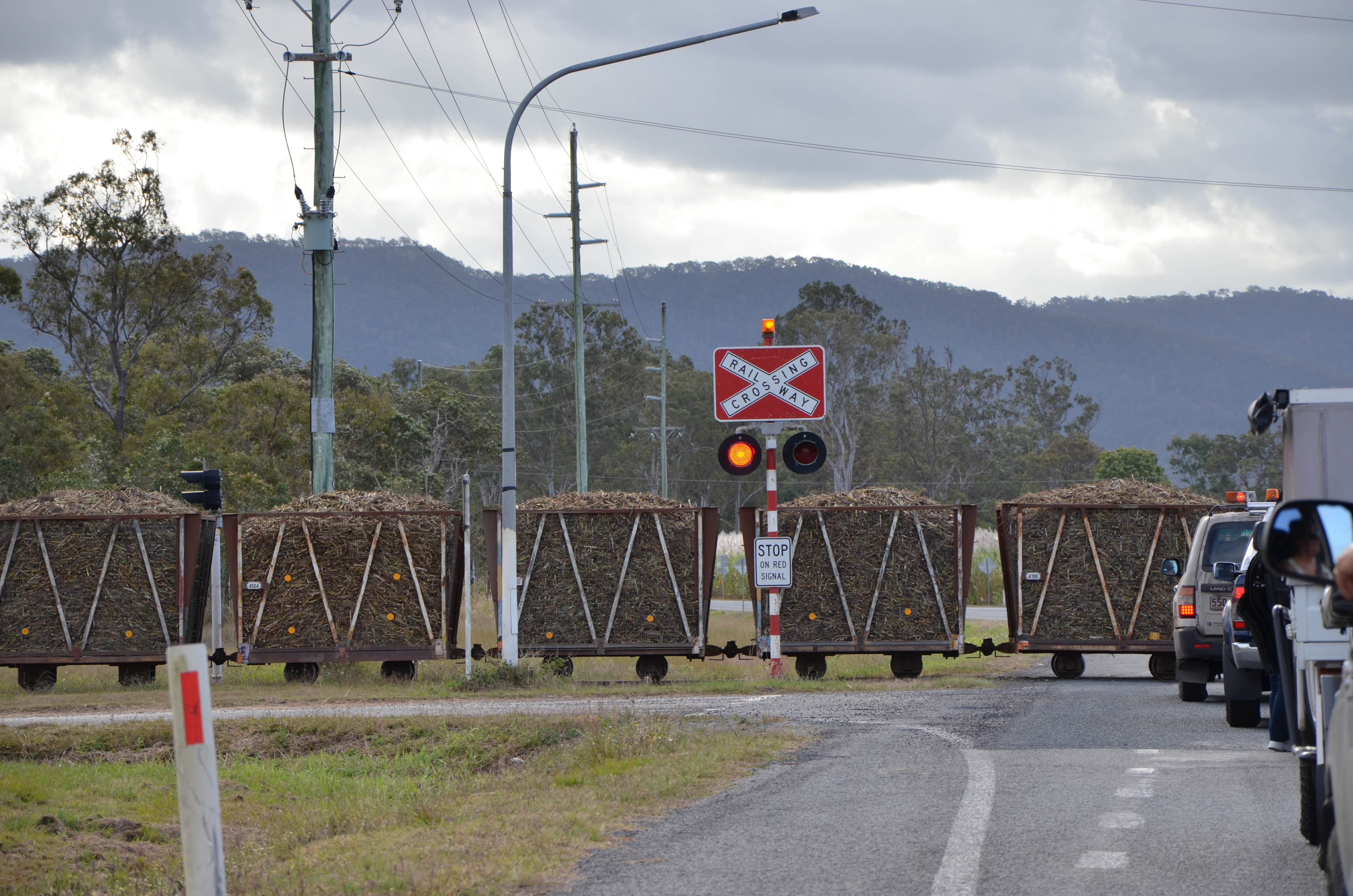
Tren de la caña cerca de Mackay.

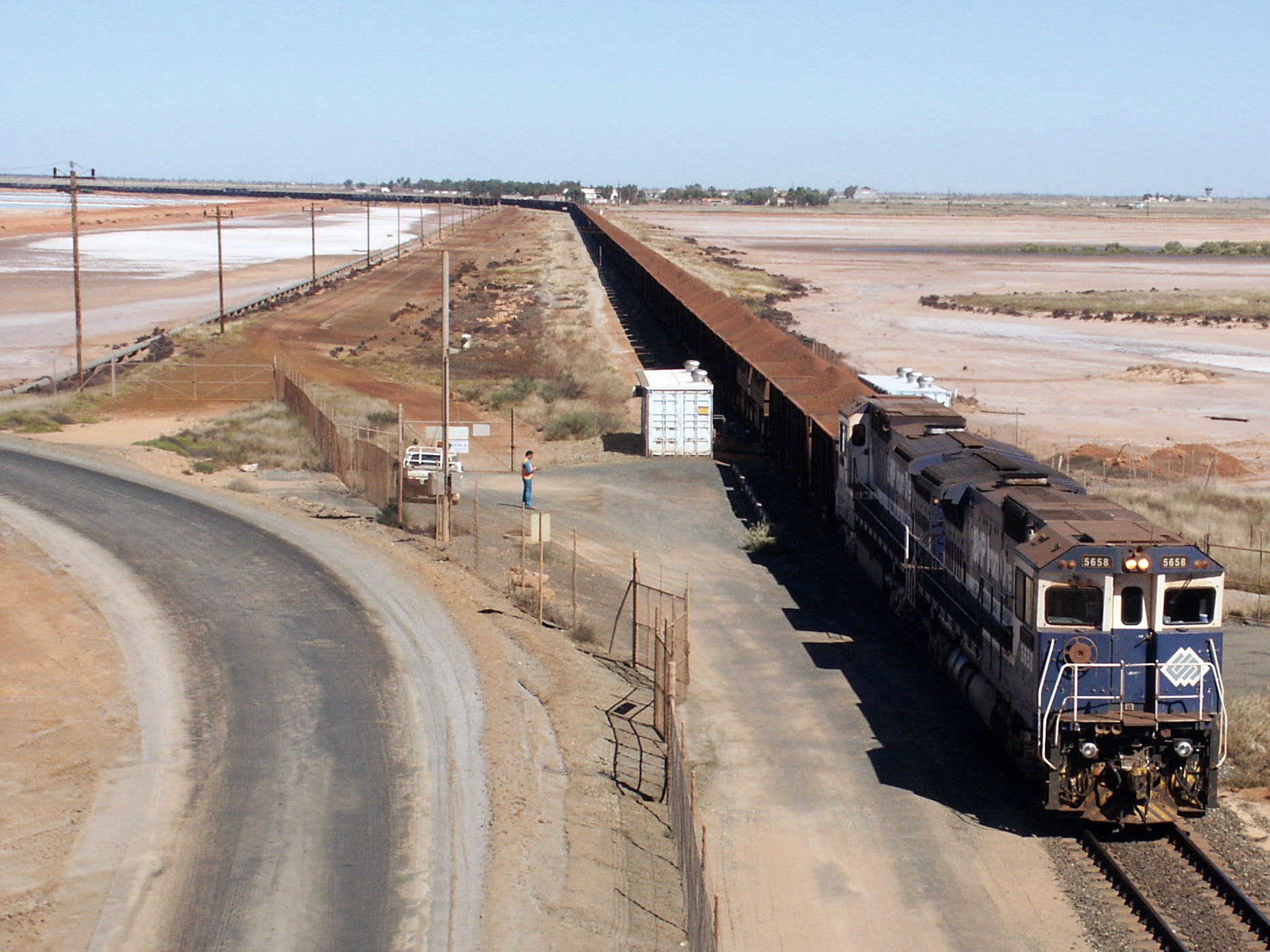
Tren de mineral de hierro de BHP llegando a Port Hedland, Australia Occidental.

### Caña
Los tranvías con un ancho de vía de 610 mm para el transporte de la caña de azúcar siempre han sido explotados por empresas privadas asociadas al cañaveral correspondiente. Estos tranvías son bastante avanzados desde el punto de vista técnico, con raíles en cascada a partir de los raíles normales, furgones de freno con mando a distancia, traviesas de hormigón en algunos lugares y máquinas bateadoras en miniatura. La veintena de tranvías distintos cooperan en la investigación y el desarrollo.

### Madera
Los tranvías solían estar asociados al transporte de madera de los aserraderos. Se utilizaban varios anchos de vía, incluido el de 610 mm, que también se utilizaba habitualmente para el transporte de caña.
A veces también se utilizaban distintos anchos de vía; en Queensland había varios sistemas de 991 mm, algunos sobre raíles de madera. En algunas zonas se utilizaban 1.067 mm, lo que suponía una considerable inversión de recursos. A principios del siglo XXI, la línea en desuso de Queensland Rail a Esk de 1.067 mm en el valle de Brisbane se utilizó para el transporte de madera.

### Mineral de hierro

Mapa de los ferrocarriles de las minas de hierro en la región de Pilbara.

Cinco ferrocarriles pesados aislados para el transporte de mineral de hierro en la región de Pilbara (Australia Occidental) han sido siempre empresas privadas que operan como parte de la línea de producción entre la mina y el puerto, comenzando en 1966 con el ferrocarril Goldsworthy de Goldsworthy Mining Associates, y recientemente en 2008 con el ferrocarril Fortescue de Fortescue Metals Group y en 2015 con el ferrocarril Roy Hill de Roy Hill Holdings. Estas líneas optimizan continuamente las cargas por eje (actualmente las más pesadas del mundo) y la longitud de los trenes, lo que ha llevado al límite de la interfaz rueda-carril y ha dado lugar a muchas investigaciones útiles de valor para los ferrocarriles de todo el mundo. Se propuso un sexto ferrocarril de mineral de hierro hasta el puerto de Oakajee, en la región del Medio Oeste, al sur de Pilbara, pero el proyecto está actualmente en suspenso a la espera de un estudio de viabilidad.

## Ferrocarril de alta velocidad

### Servicios de pasajeros de velocidad media

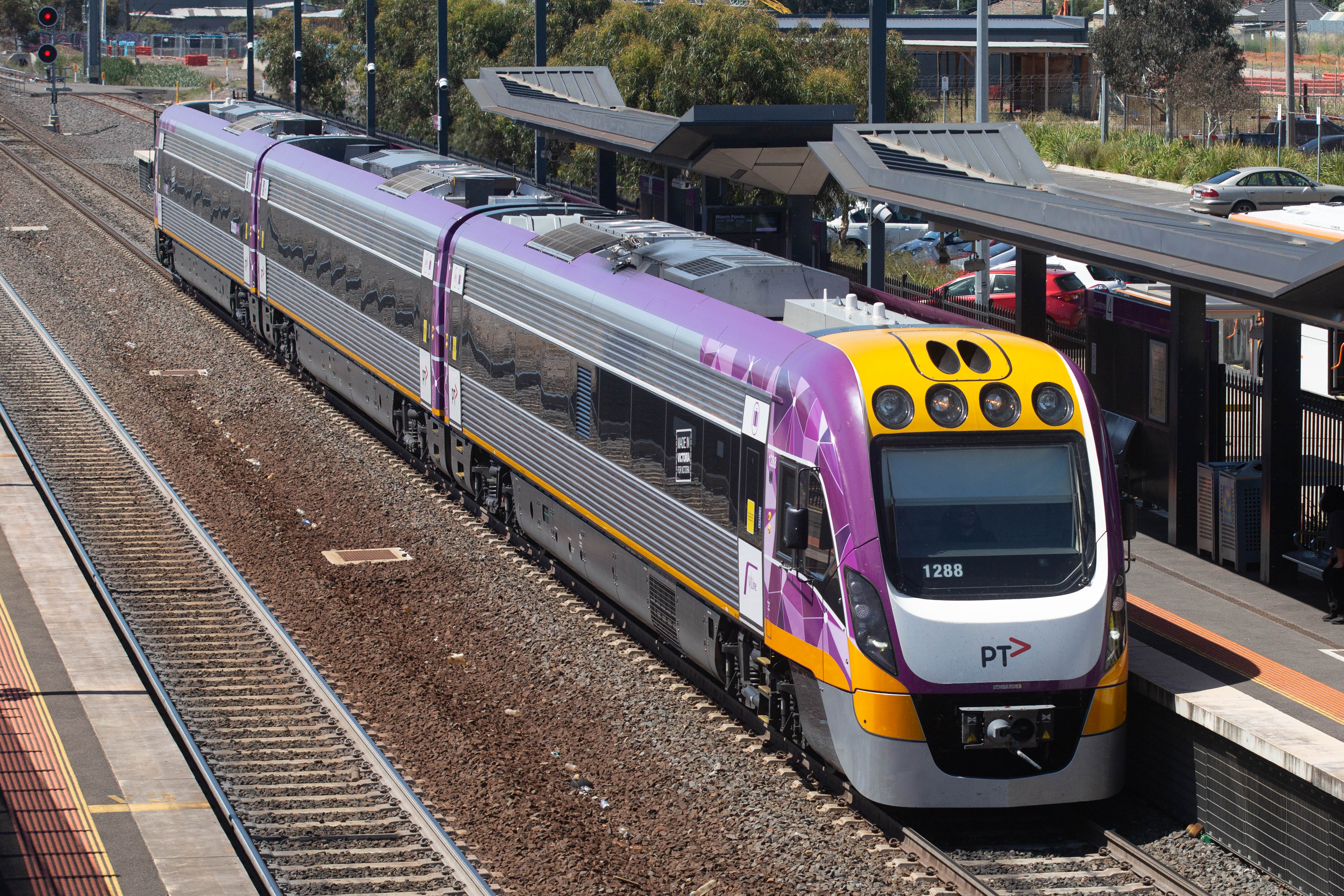
Un V/Línea VLocity.

Varios servicios ferroviarios de velocidad media operan en vías existentes que han sido mejoradas para acomodar servicios más rápidos y/o tecnología basculante. Algunos de estos servicios utilizan material rodante apto para la alta velocidad.
- En Australia Occidental, Westrail comenzó a utilizar vagones diésel de alta velocidad en 1971 en el servicio The Prospector de Perth a Kalgoolie, y estableció un nuevo récord de velocidad en Australia. Los vagones, ahora operados por Transwa, fueron sustituidos en 2004 por nuevas unidades capaces de alcanzar los 200 km/h, aunque el estado de las vías lo limita actualmente a 160 km/h.[16] El mismo tipo de vagones se utiliza en el servicio AvonLink.[17]
- Nueva Gales del Sur comenzó a operar con el XPT en 1982. Basado en el tren británico InterCity 125, tiene una velocidad máxima de servicio de 160 km/h y estableció un récord australiano de velocidad de 193 km/h en un recorrido de prueba en 1992.[18] El tren no suele aprovechar todo su potencial, ya que circula por sinuosas alineaciones de la época del vapor.[19] Nueva Gales del Sur probó el tren basculante sueco X 2000 en 1995. Impulsado por dos vagones motorizados XPT especialmente modificados, el tren transportó pasajeros entre Sídney y Canberra en una prueba de ocho semanas.[20]
- El servicio de tren basculante eléctrico de Queensland Rail va de Brisbane a Rockhampton, mientras que el servicio de tren basculante diésel va de Brisbane a Cairns. Estas rutas se mejoraron parcialmente en los años 90 con un coste de 590 millones de dólares, con la construcción de desvíos de 160 km/h para enderezar las curvas.[21] Con una velocidad de servicio de 160 km/h,[22] el tren eléctrico estableció un récord de velocidad ferroviaria en Australia de 210 km/h en 1999.[23]
- En Victoria, el gobierno estatal mejoró las líneas ferroviarias en el marco del proyecto Regional Fast Rail, en el que los vagones diésel VLocity circulan a una velocidad máxima de 160 km/h.[24] En las primeras fases del proyecto, el gobierno de Victoria lo denominó incorrectamente "tren rápido" o "tren muy rápido", y esta práctica continúa entre algunos políticos y miembros del público.[25][26][27]

### Ferrocarril de alta velocidad

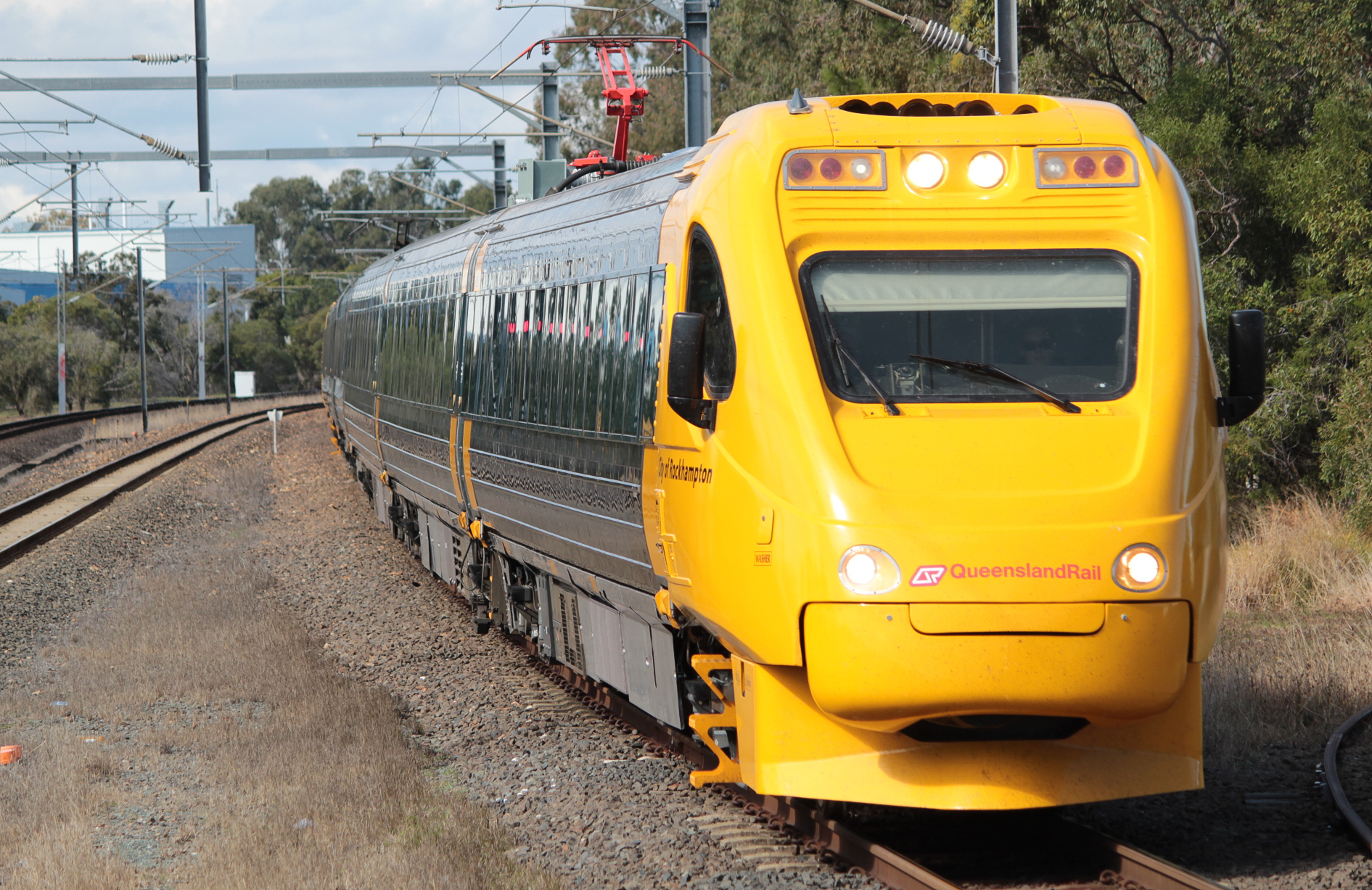
Tren eléctrico basculante en la estación de Sunshine, Brisbane.

El ferrocarril de alta velocidad se ha planteado repetidamente como una opción desde la década de 1980, y ha contado con el apoyo bipartidista para la investigación y la compra de terrenos.
La atención suele centrarse en el trayecto de Sídney a Melbourne, donde se considera un competidor del concurrido corredor aéreo Sídney-Melbourne, y también se propone el trayecto de Sídney a Brisbane. A menudo se plantean los beneficios del desarrollo de las ciudades regionales.
Entre 2011 y 2013 se realizó un estudio detallado, tras el cual el Gobierno indicó que comenzaría a comprar terrenos para un corredor ferroviario. En 2016, el primer ministro indicó que un enlace ferroviario de alta velocidad podría financiarse de forma privada y mediante la captura de valor.
La velocidad récord de 210 km/h del tren eléctrico de Queensland Rail está justo por encima de la definición internacionalmente aceptada de alta velocidad ferroviaria de 200 km/h. La velocidad máxima de prueba de 193 km/h establecida por el XPT de NSW TrainLink es aproximadamente esa. Los vagones de la clase Transwa WDA/WDB/WDC utilizados en el servicio de velocidad media Transwa Prospector son capaces de alcanzar la alta velocidad, pero están limitados a 160 km/h en servicio. El XPT también es teóricamente capaz de alcanzar velocidades de 200 km/h.